# Irxleben
Irxleben este o comună din landul Saxonia-Anhalt, Germania.